# Storforshei
Storforshei is een plaats in de Noorse gemeente Rana, provincie Nordland. Storforshei telt 633 inwoners (2007) en heeft een oppervlakte van 0,65 km².
Het is de locatie van de Arctic Circle Raceway.